# 伊奈功一
伊奈 功一（いな こういち、1948年5月6日 - ）は、日本の技術者・実業家。一般社団法人中部産業連盟会長。ダイハツ工業代表取締役社長や、同社代表取締役会長を務めた。藍綬褒章受章。

## 人物・経歴
愛知県出身。1971年名古屋工業大学工学部物理工学科卒業。1973年名古屋工業大学大学院修了、トヨタ自動車工業（現トヨタ自動車）入社。1998年元町工場機械部長。2002年取締役、本社工場長、元町工場長。2003年常務役員、グローバル生産推進センター長。2004年明知工場長。2005年高岡工場長、堤工場長。2006年三好工場長。2007年専務、生産企画本部長、製造本部長。2009年からダイハツ工業副社長として車両開発などを統括した。2010年からダイハツ工業代表取締役社長を務め、2011年にはダイハツ・ミライースの販売を開始。2013年ダイハツ工業代表取締役会長。2015年クボタ取締役。2016年春の褒章で藍綬褒章受章。2019年三社電機製作所取締役。2020年中部産業連盟会長。